# Bunocephalus erondinae
Bunocephalus erondinae és una espècie de peix pertanyent a la família dels aspredínids i a l'ordre dels siluriformes.

## Etimologia
Bunocephalus prové dels mots grecs byneo (omplir, inflar) i kephale (cap), mentre que erondinae fa referència a Erondina Rodrigues Cardoso.

## Descripció
Fa 8,3 cm de llargària màxima. 5 radis tous a l'aleta dorsal, 5 a les pectorals, 6 a les pelvianes i 7-9 a l'anal. 1 espina a les pectorals. Radis sense ramificar de l'aleta caudal més curts que els ramificats. Línia lateral contínua i completa però poques vegades arribant a l'origen de l'aleta caudal. 32-32 branquiespines. Absència d'aleta adiposa. Cap ample i deprimit. Ulls petits i situats, si fa no fa, lateralment. Narius anteriors coberts, ubicats a l'extrem del musell i projectant-se més enllà del llavi superior. Boca subterminal. Perfil ventral lleugerament convex des de la boca fins a la inserció de les aletes pelvianes. Els espècimens conservats en alcohol presenten el cap de color marró clar, la superfície ventral anterior molt més clara que la dorsal, les aletes pectorals de color marró, les ventrals i anals de color blanquinós i amb taques fosques, la dorsal i la caudal fosques, i les barbetes marrons amb taques fosques. Es diferencia de l'espècie que més se li assembla externament (Bunocephalus doriae de les conques dels rius Paranà i Paraguai) per tindre, entre altres característiques, 32 vèrtebres en lloc de les 34-35 d'aquell; de Bunocephalus aleuropsis per l'absència de punts foscos al dors del cos (vs. presència); de Bunocephalus chamaizelus per la seua mida estàndard (83,1 mm vs. 37) i el nombre de radis ramificats de l'aleta caudal (7 vs. 8); de Bunocephalus amaurus per l'amplada interorbitària més petita (24,1-29,2 vs. 32,2-32,4%); de Bunocephalus colombianus per la seua més gran longitud predorsal (45,6-51,2 vs. 44,6-44,8%); de Bunocephalus coracoideus per l'amplada interorbitària (24,1-29,2 vs. 29,3-37,8%) i la distància entre els barbillons (23,0-30,2 vs. 18,2-22,9%); de Bunocephalus knerii per la llargada de l'espina de l'aleta pectoral (24,7-32,7 vs. 24,3%), l'amplada interorbitària (24,1-29,2 vs. 30,0%) i la longitud del peduncle caudal (31,0-37,3 vs. 43,2%); de Bunocephalus larai per la longitud predorsal (45,6-51,2 vs. 41,2-42,8%) i de Bunocephalus verrucosus per la longitud del cap (21,2-25,2 vs. 25,4-27,8%) i l'amplada interorbitària (24,1-29,2 vs. 30,4-35,1%).

## Hàbitat i distribució geogràfica
És un peix d'aigua dolça, demersal i de clima subtropical, el qual viu a Sud-amèrica: diversos afluents de la Lagoa dos Patos (Rio Grande do Sul, el Brasil).

## Observacions
És inofensiu per als humans i el seu índex de vulnerabilitat és baix (10 de 100).